# 송인규
송인규(1949년~)는 장로교 목사이자 기독교 신학자, 개신교 서적 작가이다. 서구의 신학 이론보다 성서 텍스트에 천착하여 자신이 치열하게 고민하고 씨름해 온 신학적, 신앙적 이슈를 글쓰기에 담아내는 생활 신학자라고 불린다.
한국기독학생회(IVF)에서 간사와 총무로 일했으며, 건국대학교에서 축산학(학사)을, 총신대학교 대학교에서 신학(석사)을, 미국 칼빈 신학교에서 신학(석사)을, 시라큐스 대학교에서 철학(박사)을 공부했다. 서울 내수동교회에서 대학부를 지도했으며, 합동신학대학원대학교에서 1996년부터 조직신학 교수로 근무했고2014년 5월 은퇴하였다. 저서로는 세상에서의 평신도의 역할을 다룬 「예배당 중심의 기독교를 탈피하라」(IVP), 기독교의 예배와 성례전에 대해 설명한 「아는만큼 누리는 예배」(홍성사), 「고립된 성(性)」(IVP, 1998년)등이 있다.

## 같이 보기
- 한국개혁신학회
- 한국복음주의조직신학회
- 한국조직신학회
- 한국의 신학자 목록
- 개혁신학자